# مايك شامبيون (كرة سلة)
مايك شامبيون (بالإنجليزية: Mike Champion)‏ مواليد 5 أبريل 1964 في إيفريت، هو لاعب كرة سلة أمريكي معتزل. حمل الرقم 41. يبلغ طوله 6 قدم 10 بوصة (2.1 م). لعب كرة السلة الجامعية في جامعة قونزاقا. لعب مع سياتل سوبرسونيكس في الرابطة الوطنية لكرة السلة.

## روابط خارجية
- مايك شامبيون على موقع إن بي أي (الإنجليزية)
- مايك شامبيون على موقع سبورتس رفرنس (الإنجليزية)
- مايك شامبيون على موقع كلية كرة السلة في سبورتس رفرنس.كوم (الإنجليزية)
- مايك شامبيون على موقع ريلجم (الإنجليزية)
- مايك شامبيون على موقع بروبوليرز (الإنجليزية)